# Lio (album)
Pour les articles homonymes, voir Lio (homonymie).
Pour la chanteuse, voir Lio.
Albums de Lio
Suite sixtine
Singles
1. Le Banana split
Sortie : 1979
2. Amoureux solitaires
Sortie : 1980
3. Amicalement vôtre
Sortie : 1981

Lio est le premier album studio de la chanteuse Lio sorti en 1980. 
Ce premier album fut rapidement un succès grâce au succès des singles Le Banana split et Amoureux solitaires, il est certifié disque d'or en France et se vendra à plus de 150 000 exemplaires.
Il a été réédité en CD chez WEA en 1996 et chez Ze Records en 2005 agrémenté de titres bonus.

## Titres
| No  | Titre                                                | Paroles                                              | Musique              | Durée |
| --- | ---------------------------------------------------- | ---------------------------------------------------- | -------------------- | ----- |
| 1.  | Amicalement vôtre                                    | Jacques Duvall                                       | Jay Alanski          | 2:44  |
| 2.  | J'obtiens toujours tout ce que je veux               | Jacques Duvall                                       | Jay Alanski          | 2:33  |
| 3.  | Comix discomix                                       | Jacques Duvall                                       | Jay Alanski          | 3:56  |
| 4.  | La Panthère rose                                     | Jacques Duvall                                       | Jay Alanski          | 3:13  |
| 5.  | You Go to My Head                                    | Haven Gillespie                                      | John Frederick Coots | 2:35  |
| 6.  | Amoureux solitaires (Titre original : Lonely Lovers) | Elli Medeiros, Jacques Duvall (adaptation française) | Jacno                | 3:39  |
| 7.  | Si belle et inutile                                  | Jacques Duvall                                       | Jay Alanski          | 3:25  |
| 8.  | Bébé vampire                                         | Jacques Duvall                                       | Jay Alanski          | 2:40  |
| 9.  | Speedy Gonzales                                      | Jacques Duvall                                       | Jay Alanski          | 3:14  |
| 10. | La Petite Amazone                                    | Jacques Duvall                                       | Jay Alanski          | 3:13  |
| 11. | Le Banana split                                      | Jacques Duvall                                       | Jay Alanski          | 2:31  |
| 12. | Oz                                                   | Jacques Duvall                                       | Jay Alanski          | 2:17  |

| 13. | Teenager                              | Jacques Duvall | Jay Alanski | 2:53 |
| 14. | Je ne sais pas dire oui               | Jacques Duvall | Marc Moulin | 3:32 |
| 15. | Amantes solitarios                    | Elli Medeiros  | Jacno       | 3:22 |
| 16. | Le Banana split (Version longue 1979) | Jacques Duvall | Jay Alanski | 6:23 |

## Singles
- Le Banana split/Teenager - 1979
- Amoureux solitaires/La Petite Amazone - 1980 (n°1 Italie, n°4 Pays-Bas, n°6 Autriche, n°11 Allemagne)
- Amicalement vôtre/Si belle et inutile - 1981 (n°59 Allemagne)